# Stephan Mahu
Stephan Mahu fou un compositor de la primera meitat del segle xvi i un dels fundadors de la primitiva escola alemanya. Fou chantre de la capella de l'emperador Ferran I i deixà notables composicions que figuren en les col·leccions de l'època, entre les quals hi ha unes Lamentacions de Jeremies i dos magnificats publicats per fra Crommer en el volum XVII de la seva Musica Sacra (1876).